# Phare de Stannard Rock

Le phare de Stannard Rock (en anglais : Stannard Rock Light), est un phare du lac Supérieur situé sur un récif, dans le comté de Marquette, Michigan. Il se trouve à environ 39 km au large et à l'ouest de la péninsule supérieure du Michigan. Le phare, considéré comme l'un des dix meilleurs exploits d'ingénierie aux États-Unis, est le plus éloigné du rivage des États-Unis. C'était l'une des stations occupées uniquement par des hommes, et avait le surnom de «The Loneliest Place in the World».
Ce phare, du Michigan State Historic Preservation Office, est inscrit au Registre national des lieux historiques depuis le 30 mars 1973 sous le n° 73000953.

## Historique

### Stannard Rock
Le récif est situé au large de la péninsule de Keweenaw, à environ 39 km au sud de l'île Manitou et à 71 km au nord de Marquette. En 1835, le capitaine Charles C. Stannard du navire John Jacob Astor a découvert pour la première fois cette montagne sous-marine qui s'étend sur près de 400 m avec des profondeurs aussi peu profondes que 1,20 m et une moyenne de 4,90 m. Ce récif était le danger le plus sérieux pour la navigation sur le lac Supérieur et il a d'abord été marqué par une balise de jour en 1868, au cours de laquelle des tests ont été entrepris pour déterminer si une lumière pouvait survivre dans cet endroit fort exposé. Un marqueur temporaire a été placé à l'emplacement en 1866. L'ouverture des écluses du Sault et l'augmentation rapide du commerce entre Duluth et les Grands Lacs inférieurs ont exigé la construction d'un phare.

### Construction du phare
Le phare a été nommé en honneur du capitaine Stannard. Il est en fait la plus éloignée de la côte de tous les phares aux États-Unis. Il fournit une structure toute l'année pour une pêche supérieure au touladi. (Le record d'État du Michigan pour le touladi, un spécimen de 27,9 kg, a été capturé  à Stannard Rock par Lucas Lanczy, 16 ans, le 17 août 1997).
Orlando Metcalfe Poe du Lighthouse Board a résolu le problème logistique de la construction à distance d'un phare sur le récif en utilisant le même processus et tous les appareils et machines utilisés pour construire la tour et le berceau de protection permanent du phare de Spectacle Reef sur le lac Huron.
La brève saison des travaux sur le récif a duré de mai à octobre, et de nombreux jours ont été perdus à cause du mauvais temps. Toutes les machines utilisées pour construire le phare de Spectacle Reef ont été déplacées vers le dépôt de Huron Bay sur le lac Supérieur pour la construction du berceau du Stannard Rock, qui a commencé en juillet 1877. Des blocs de pierre ont été taillés à Marblehead et expédié sur le site pour la construction de la tour. Le berceau a été réalisé en août 1877, et des sondages ont été faits pour adapter le berceau au récif. Le berceau a ensuite été retourné 14 fois à Huron Bay et il a été posé définitivement à Stannard Rock en août 1878. En octobre 1878, la crèche était remplie de béton et de pierre provenant d'une carrière ouverte sur les îles Huron. En juin 1879, une jetée en fer avait été construite à la surface de l'eau. Vers le milieu de 1880, la structure était à 4,30 m au-dessus de l'eau. La tour a été achevée et la lumière a été mise en service le 4 juillet 1882. Les travaux sur la tour se sont poursuivis jusqu'en 1883. Il a fallu cinq ans pour achever la construction du phare. 126 tonnes de fer, 76 tonnes de brique, 1 270 tonnes de pierre de tour et 7.276 tonnes de béton ont été utilisées dans la construction du phare. Le rendement lumineux a varié de 156.000 à 248.000 candelas sur plusieurs années.

### Service du phare
Au début de l'hiver, les vagues du lac Supérieur éclaboussant la tour en pierre ont déposé une couche de glace qui a forcé les équipes de maintenance à fendre la glace autour de la porte pour atteindre l'équipage. Si une maladie, un accident ou un incendie se produisait au phare de Stannard Rock, les gardiens pouvaient attendre des jours, voire des semaines, pour obtenir de l'aide. L'historien maritime Wes Oleszwski a rapporté que le service au phare de Stannard Rock était si rude que parmi les gardiens et les gardiens adjoints, il y a eu quatre démissions et trois transferts au cours des trois premières saisons de fonctionnement de la station.
Les gardiens de phare ont été enlevés du rocher Stannard à la fin de la saison de navigation au début de décembre. Les tours ont été verrouillées jusqu'au retour des gardiens en mars pour le début de la saison de navigation. Le débarquement au phare de Stannard Rock a été difficile, mais souvent le problème le plus grave au début de la saison était la nécessité de prendre des marteaux et des pioches pour éliminer les couches de glace épaisse sur la porte d'entrée, la lanterne et les cornes de brume.
Les gardiens de Stannard Rock ont fait fonctionner la lanterne et les logements avec des combustibles inflammables pendant 60 ans. Le phare n'a été électrifié qu'après la Seconde Guerre mondiale. Le 18 juin 1961, une violente explosion de 4 000 litres d'essence et de propane détruit le dépôt du phare. Le gardien William Maxwell est tué sur-le-champ. Trois jours plus tard, le brise-glace USCGC Woodrush (WLB-407) (en) parvient à rejoindre le phare envahi par les fumées et à sauver les trois autres gardiens qui avaient survécu blottis sous une bâche grâce à un tube de ketchup et deux boite de haricots. Le phare est ensuite réparé mais il est alors décidé de le rendre automatique.
Après l'accident, la Garde côtière a réparé les dommages causés par l'incendie, a décidé que l'endroit était trop éloigné et dangereux et a automatisé la station en 1962. La lumière de 1.400.000 bougies a été remplacée par une lumière de 3.000 bougies. La Garde côtière a soigneusement démonté la lentille Fresnel, l'a transporté dans l'escalier au 141 marches de la tour, l'a emballé dans six caisses en bois, puis a descendu les caisses par bloc jusqu'au quai. Après une recherche prolongée, la lentille de Fresnel a été retrouvée 37 ans plus tard dans l'entrepôt de stockage de l'United States Coast Guard Academy à New London, Connecticut. La lentille a été déplacée au Marquette Maritime Museum (en) en 2000.

### Double mission et statut actuel
Le phare de Stannard Rock demeure la propriété de la Garde côtière comme aide active à la navigation. Le phare ne peut être vu qu'en avion ou en bateau et il est fermé au public. Après plus d'un siècle à avertir les marins du récif dangereux, le phare a reçu une nouvelle mission en 2008 lorsque les scientifiques ont placé de l'équipement au sommet de la tour pour mesurer si l'augmentation de l'évaporation était la cause de la baisse des niveaux d'eau des Grands Lacs. Des excursions en bateau vers le phare sont disponibles, bien que les visiteurs ne soient pas autorisés à y entrer.

## Description
Le phare  est une tour conique en pierre grise de 30 m de haut, avec une double galerie et une lanterne, incorporant les quartiers du gardien. La tour, sur un berceau circulaire en béton gris, non peint et la lanterne est noire.
Son feu isophase émet, à une hauteur focale de 31 m, un éclat blanc par période de 6 secondes. Sa portée est de 18 milles nautiques (environ 33 km). Il est équipé d'une corne de brume à diaphone.
Identifiant : ARLHS : USA-808 ; USCG :  7-1472 .

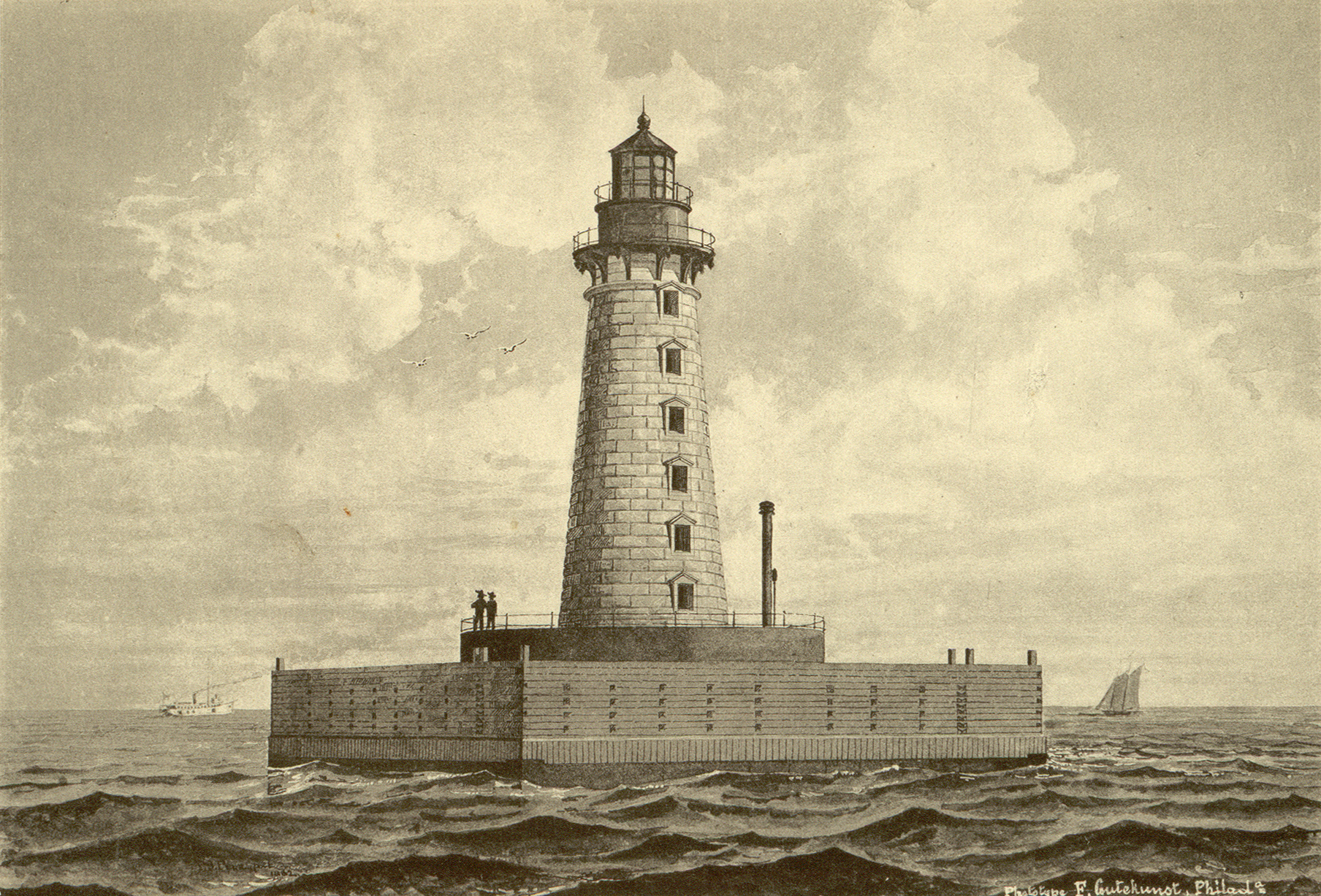
Le phare (photo USCG)
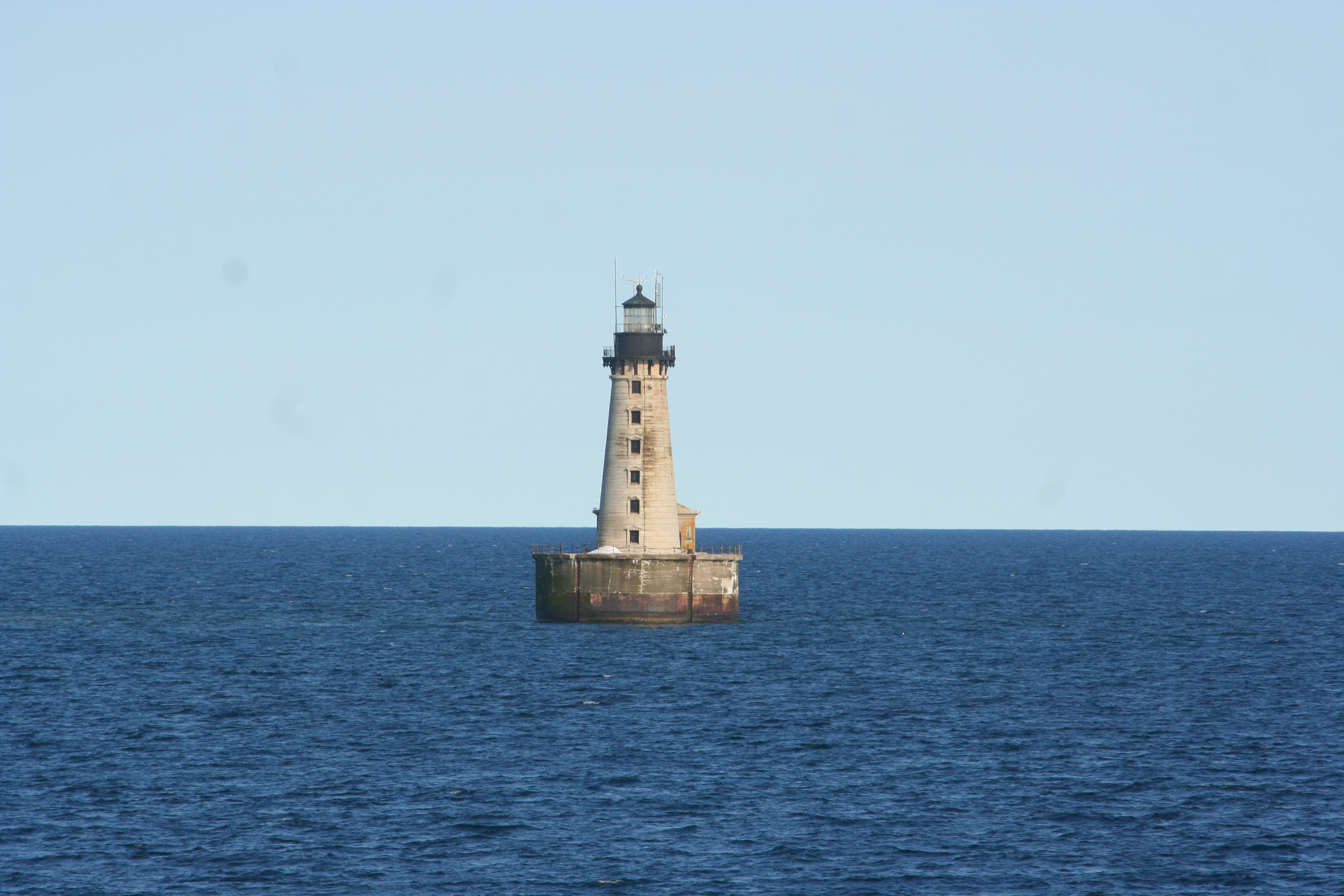
Le phare

### Lien connexe
- Liste des phares au Michigan